# Catenoide

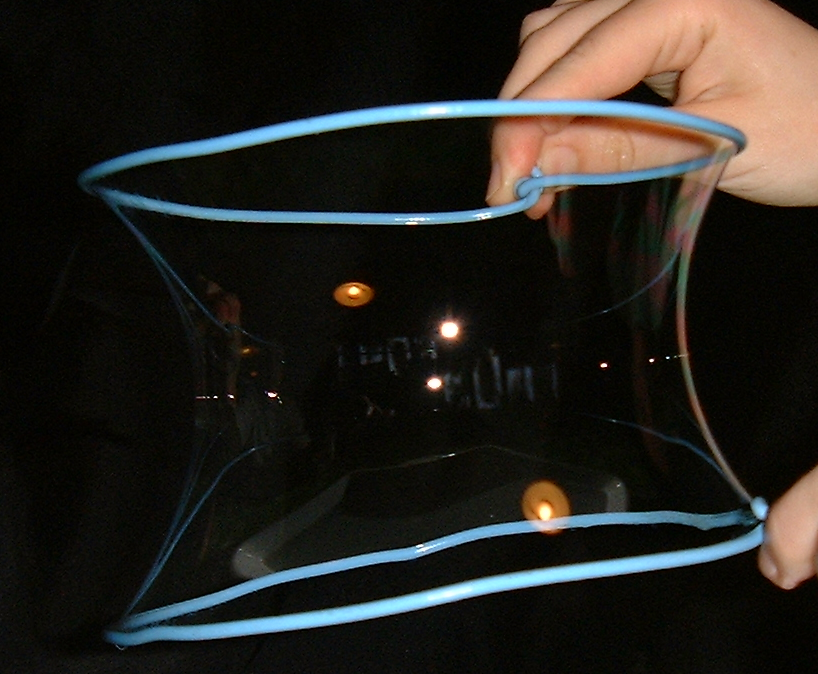
Película de jabón entre dos aros.

Una catenoide es un tipo de superficie que se obtiene por rotación de una catenaria alrededor de un eje coplanario, perpendicular al eje de simetría y que no la corte. Se trata de una superficie mínima o minimal, lo que significa que ocupa el área mínima cuando está delimitada por un espacio cerrado. Fue descrita formalmente en 1744 por el matemático Leonhard Euler.
Una película de jabón unida a anillos circulares gemelos, a causa de la tensión superficial, tomará la forma de una catenoide. Debido a que son miembros de la misma familia asociada de superficies, una catenoide se puede doblar en una porción de un helicoide y viceversa.

## Geometría

Una catenoide

Obtención de una catenoide a partir de la rotación de una catenaria

La catenoide fue la primera superficie mínima no trivial en el espacio euclidiano tridimensional que se descubrió aparte del plano. La catenoide se obtiene al rotar una catenaria sobre su directriz. Fue encontrada y probado que era un mínimo por Leonhard Euler en 1744. 
El primer trabajo sobre el tema fue publicado también por Jean Baptiste Meusnier.: 11106  Solo hay dos superficies mínimas de revolución (superficies de revolución que también son superficies mínimas): el plano y la catenoide.
La catenoide se puede definir mediante las siguientes ecuaciones paramétricas:

{\displaystyle x=c\cosh {\frac {v}{c}}\cos u}

{\displaystyle y=c\cosh {\frac {v}{c}}\operatorname {sen} u}

{\displaystyle z=v}

donde:{\displaystyle u\in [-\pi ,\pi )} y {\displaystyle v\in \mathbb {R} } y {\displaystyle c} una constante real distinta de cero.
En coordenadas cilíndricas:

{\displaystyle \rho =c\cosh {\frac {z}{c}}}

donde {\displaystyle c} es una constante real.
Se puede formar un modelo físico de una catenoide sumergiendo dos anillos circulares en una solución jabonosa y separando lentamente los círculos.
La catenoide también se puede definir aproximadamente mediante el método de cuadrícula estirada como un modelo 3D facetado.

## Transformación helicoide

Animación que muestra un helicoide deformándose en un catenoide y vuelta a un helicoide

Como son miembros de la misma familia asociada de superficies, se puede doblar una catenoide en una porción de un helicoide sin estirarse. En otras palabras, se puede hacer (en su mayoría) una deformación continua e isométrica  de una catenoide hasta una porción del helicoide de tal manera que cada miembro de la familia de deformación sea mínimal (teniendo una curvatura media de cero). Una parametrización de tal deformación es dada por el sistema:

{\displaystyle x(u,v)=\cos \theta \,\sinh v\,\operatorname {sen} u+\operatorname {sen} \theta \,\cosh v\,\cos u}

{\displaystyle y(u,v)=-\cos \theta \,\sinh v\,\cos u+\operatorname {sen} \theta \,\cosh v\,\operatorname {sen} u}

{\displaystyle z(u,v)=u\cos \theta +v\operatorname {sen} \theta }

para {\displaystyle (u,v)\in (-\pi ,\pi ]\times (-\infty ,\infty )}, con parámetros de deformación {\displaystyle -\pi <\theta \leq \pi }, donde:
{\displaystyle \theta =\pi } corresponde a un helicoide diestro,
{\displaystyle \theta =\pm \pi /2} corresponde a una catenoide, y
{\displaystyle \theta =0} corresponde a un helicoide zurdo.